# 雉岡城
雉岡城（きじがおかじょう）は、埼玉県本庄市児玉町八幡山446他（武蔵国児玉郡八幡山）にあった日本の城。埼玉県指定史跡。別名を八幡山城（はちまんやまじょう）と言う。

## 概要
山内上杉家によって児玉郡八幡山の独立丘陵に築かれた城ではあるが、鎌倉時代には武士が居住していたと考えられており、城としての形態に整備されたのが室町時代末期（戦国時代初期）とされる（15世紀後半に築かれたと言う事になる）。
『武蔵国児玉郡誌』『新編武蔵風土記稿』などによれば、山内上杉氏の居城として築かれるも、地形が狭かったゆえに、上杉家は上州平井城へ移ったものと考えられ、代わりに有田豊後守定基（城主となってからは夏目を称す）を雉岡城主として配備した。定基は赤松則村（円心）の裔孫であり、元は平井城に在城していた武将とされる。
築かれた目的は、鎌倉街道の交通要衝を押さえ、関東管領上杉家の最前線地となっていた五十子陣（児玉郡北部）への兵站を確保する事であり、そうした経済的側面があったものと考えられている。つまり、当初は五十子陣の支城としての役割があった。五十子陣の解体後、上野国平井城の支城として活動し、後北条氏の時代では鉢形城の支城として活動したとされる。
150年近い歴史をもち、最終的には松平家1万石の城となり、八幡山藩が立藩するものの、江戸時代をむかえる前に廃城となった。

## 地理・構造
城の東側には鎌倉街道上道が南北に通っており、東西北の三方に堀を構え、南の一方のみ平地に続き、大手口があり、大手前に馬出跡がある。南側から本丸・二の丸・三の丸の順に連なり、ほかに伯耆曲輪・馬出などの郭から成る。

## 歴代城主
城主は初め上杉家の家臣・夏目定基（元は有田氏）であり、『新編武蔵風土記稿』によれば、定基の子息である定盛が2代城主になったとされる。定基は赤松円心の裔孫であり、元は平井城に在城していた武将とされる。
上杉氏が衰退し、城が後北条氏の手に落ちると、鉢形城主となっていた北条氏邦の管理下に置かれ、永禄年間には武田信玄や上杉謙信との武州争奪戦の舞台となる。天正10年（1582年）の神流川の戦い以降、北条氏の支配が確定すると横地忠晴が城代に任命された。天正18年（1590年）、豊臣秀吉による小田原征伐のおり、豊臣方の前田利家ら北国勢の攻撃によって落城する。伝承によれば、城代であった横地左近は大軍に恐れをなして鉢形城に逃れたともされる。
その後、徳川家康が関東へ入り、江戸城主となる頃には、八幡山城と呼ばれ、松平清宗、家清父子が1万石で当城に配された。清宗は諸税免除などで城下の振興を計ったが、入封後すぐに死去し、家清が家督を継いだ。関ヶ原の戦いで東軍が勝利すると、慶長6年（1601年）、家清は三河国吉田に3万石に加増されて転封となり、以後、当城も廃城となった。松平家の城としての歴史は11年足らずであった。
- 15世紀末から16世紀中頃までは、上杉氏家臣夏目氏（伝承では、定基と定盛が確認されている）。
- 16世紀中頃から末までは、後北条氏家臣横地氏（城代）。
- 1590年から1601年までは、竹谷松平家。

大半は夏目氏が歴代城主として管理に当たっていたものと考えられるが、短命で終った五十子陣と比べ、文献資料に乏しい為、詳細は不明である（伝承に頼るところが大きい）。

## 伝承

### 夜泣き石

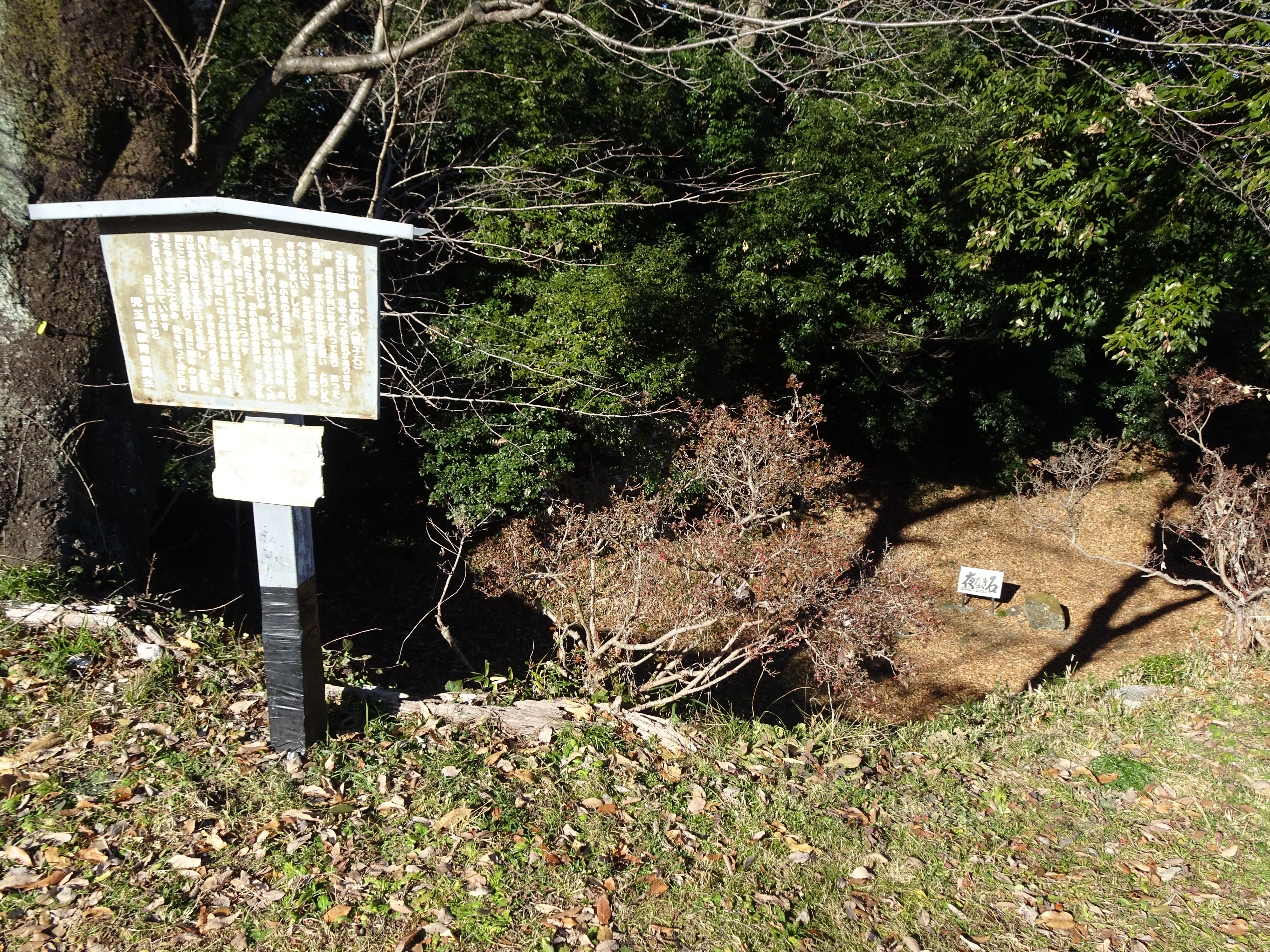
夜なき石

本丸南側の郭の堀底に、「夜泣き石（親子石）」と言われる石が残る。児玉町に伝わる民話によると、
城主の側女お小夜が、城主の奥方の怒りを買い井戸に沈められ殺されてしまった。お小夜はそのとき妊娠しており、彼女の死後、井戸や堀の水が乳色に濁り、夜な夜などこからともなく赤子の泣き声が聞こえてくるようになった。井戸を攫ってみると底から大小二つの石が出て来たので、お小夜とその子が姿を変えたものと思い、奥方はお小夜に対する仕打ちを後悔し、堀端にこの二つの石を祀り、剃髪して喪に服したという。

### 姫塚
現神川町植竹における伝承によると、九郷用水に沿って村の東はずれまで来ると大きな塚があり、姫塚と呼んでいる。永禄年間に、北条氏に攻めたてられて上野にひきあげようとしていた時、あいにく、病弱な姫君がおり、一族は姫君の安否が気がかりでならなかった。やがて八幡山から藤岡に向って逃げのびようと暗い夜の山道を姫を連れて植竹村まで来たが、ついに姫は林の中で息を引き取ってしまった。一族ははかなかった姫君の為、近くにあった塚に墓を作ったが、永く住みなれた八幡山城が眺められる様に塚の東南に墓碑を立て、姫の霊を弔った。その後、この塚を姫塚と呼ぶようになったと伝えられている。

## 城跡公園
現在、本丸・二の丸は本庄市立児玉中学校、三の丸は埼玉県立児玉高等学校となっているが、南東側の数郭は「雉岡城跡公園」として整備され堀や土塁の遺構が残り、塙保己一記念館が建てられた（2015年アスピアこだま内に移転）。
雉岡城跡（城山公園）には300本のソメイヨシノが植えられており桜の名所として知られている。

## 備考
- 初代城主である定基は、八幡山に浄眼寺を、児玉には東福院を開基したと伝えられ、八幡神社を信仰して社領を寄進したとされる。玉蔵寺や八幡神社については、雉岡城築城に際して現在地に移転したものと伝えられている。
- 児玉町金屋に所在する真福寺の阿弥陀像の底に書かれた墨書には、「上杉景勝が生野山に陣を敷き、その為、真福寺の本尊が失われた」と書かれている。激しい戦闘はなかったとみられるが、放火や略奪が行われたものとみられる。
- 江戸時代初期の廃城後、城内の建造物は取り壊されたが、堀、土塁は残った。江戸時代後期には旧城域の一部が開墾され田畑となり、明治時代に入ると、三の丸一帯に児玉高等女学校が建設された。

## 参考資料
- 『武蔵国児玉郡誌』
- 『本庄市の文化財』 本庄市教育委員会 2009年 市役所発刊
- 『県北の伝承と民俗』（『児玉地方の伝承と民俗』が初版であり、後に改題され、出版）
- 『写真で見る児玉の歩み』
- 『新編武蔵風土記稿』 巻ノ241児玉郡ノ4.八幡山町、内務省地理局、1884年6月。NDLJP:764012/49。
- 芳賀善次郎『旧鎌倉街道　探索の旅』 上道編、さきたま出版会〈さきたま双書〉、1978年10月30日。ISBN 4-87891-082-8。